# Dumitru Macri
Pour les articles homonymes, voir Macri.
Dumitru Macri est un ancien footballeur et entraîneur roumain, né le 28 avril 1931 à Bucarest et mort le 20 mars 2024 à Fontenay-aux-Roses,. Il évolue au poste de défenseur central. Il passe l'intégralité de sa carrière de joueur au Rapid Bucarest, dont il est une figure emblématique. Il est capitaine de l'équipe de 1952 jusqu'à sa retraite en 1965.

## Biographie

### En club
Dumitru Macri joue un total de 231 matchs en première division roumaine, inscrivant un but.

### En équipe nationale
Dumitru Macri reçoit 10 sélections en équipe de Roumanie entre 1958 et 1962.
Il joue son premier match en équipe nationale le 26 octobre 1958 en amical contre la Hongrie (défaite 1-2). Il reçoit sa dernière sélection le 1er novembre 1962, lors d'un match contre l'Espagne comptant pour les éliminatoires du championnat d'Europe 1964 (défaite 6-0).

### Carrière d'entraîneur
Il officie comme sélectionneur de l'équipe d'Algérie lors des années 1974 et 1975.

## Palmarès

### Joueur
- Vainqueur de la Coupe des Balkans des clubs en 1964
- Vice-champion de Roumanie en 1950, 1964 et 1965
- Champion de Roumanie de D2 en 1952 et 1955 (titres partagés)
- Finaliste de la Coupe de Roumanie en 1961 et 1962
- Nommé au Ballon d'or en 1961

### Entraîneur
- Il a quitté l'équipe d'Algérie avant les Jeux méditerranéens de 1975.

## nes
- Ressources relatives au sport :   - Eu-football
  - FootballDatabase
  - Mondefootball
  - National Football Teams
  - Romanian Soccer
  - Transfermarkt